# 小泉真也
小泉 真也（こいずみ しんや、1977年3月6日 -）は、青森県青森市生まれ、神奈川県平塚市育ちのシンガー、エンターテイナー。日本および香港を主体に活躍するアーティスト。所属事務所は、徳島県徳島市。

## 概要
2008年4月2日に日本初の香港楽曲の日本語カバー曲「空の唄」をBLUE MOTIONレーベルから発売した。

### 人物
神奈川県の湘南工科大学附属高等学校を卒業後、昭和音楽芸術学院へ進学。
在学中から松任谷由実コンサートツアーで松任谷由実とのデュエット候補に抜擢され、オーディションを通過。代々木第一体育館が人生初のステージとなる。
その後数々のミュージカルの舞台を踏み、卒業後は松任谷正隆主催の音楽学校、マイカミュージックラボラトリーでダンスコースに進学。ダンスコース、総合コース共に松任谷正隆より最優秀賞を受賞。
在学中にサンリオピューロランドのアルバイトの面接で、ライブエンターテイナーとして主役スカウトされ、半年で辞めるつもりが6年間在籍した。
2003年5月 サンリオピューロランドを退所。
2005年11月 劇団四季プロボーカルコースに合格。しかし、合格を辞退している。
2006年1月 ソロライブである「懐かしの玉手箱」を開催。サンリオピューロランド時代の舞台仲間をゲストに誘致し、チケットは即日完売となった。
2006年 以降毎年、世界エイズデーチャリティーコンサート 〜僕たちにできる事〜 を自ら主催、企画、制作、出演し、コンサートやラジオ、音楽を通じての社会貢献へも大きな関心を持つと同時に、環境問題や差別問題、各種社会問題にも真剣に取り組んでいる。
2006年4月 自社レコードレーベル BLUE MOTION 所属。
2008年4月2日 日本初の香港ポップスの日本語でのカバー曲制作に成功、オリジナルの香港楽曲を歌うアレックス・フォンに容姿が非常に似ていることもあり、BLUE MOTIONよりシングル「空の唄」を発売した。
2008年は、徳島県の吉野川フェスティバルで環境問題、新潟県の青年会議所主催の講演会に飛び入り参加して命の大切さを訴えるなど、全ての活動において「緊急告知」という体制をとり、なぜか事前発表しないものばかりであった。
2009年7月1日 ソロ活動の傍ら、中華人民共和国大連市人民政府認可の日中大連釣り観光協会、文化芸能部理事に就任した。
2009年7月13日 李香蘭のゆかりの土地である満州国の一部であった大連長海県に外国人として初めて立ち入り、夜来香を戦後初めて中国人民政府公式の場にて、日本語と中国語の両方でカバーし、披露した。この時の様子は、日本を含む世界11ヶ国で放映された。

### エピソード
香港や中国での通称は、ヤンヤン＝yumyum。こいずみ しんやの「し」が中国圏の人には発音しづらい為に、しんやの「や」で呼ばれるようになった。
生まれて間もない頃は、テレビで古典芸能（能や歌舞伎）を一人で真剣に見ては泣き止むという変わった子だった。
2 - 3歳の頃から地元の居酒屋で小林幸子のおもいで酒や、佳山明生の氷雨を歌い、周りの客から100円のチップを貰っていた。
自身が将来的に出演を目標としていたいつみても波瀾万丈に出演できた際には実年齢を明かすとラジオでコメントしたが、当番組が終了したために、2009年度の日本タレント名鑑で年齢公表に踏み切った。
父親がサッカー審判員で母親がエレクトーンとピアノの教師で、声量のある父親と音楽性の高い母親の影響で独特な声を出すボーカリストであると所属事務所はコメントしている。
ライブ前に日本酒を一合飲むと特に弾けるステージング（演出）ができると自身のコメント。
徳島で、デビュー記念コンサートを2008年4月11日に開催した。
横浜銀蝿のリーダーである「嵐ヨシユキ」とは、高校の先輩後輩関係にありプライベートでも仲の良い飲み友達である。

## ディスコグラフィー

### シングル
| 発売順 | 発売日       | タイトル | 備考                                                                       |
| ------ | ------------ | -------- | -------------------------------------------------------------------------- |
| 1      | 2008年4月2日 | 空の唄   | 香港アイドルのアレックス・フォンの「好好戀愛」「可愛不可愛」を日本語カバー |

## CM
- コーセー ラジオCM
- 大塚製薬 SOYJOY 香港CM
- ジョンソン・エンド・ジョンソン株式会社 香港CM
- 厚生労働省 CM
- ジェイコム湘南 CM

## 舞台
- 松任谷由実コンサートツアー 「THE DANCING SUN TOUR」（1994年-1995年）
- ミュージカル サンリオピューロランド 「マロンクリームのラブ・ファンタジア」ハンス役（2000年-2003年）
- ミュージカル サンリオピューロランド 「Some Day」ニコル役（2003年-2004年）
- 世界エイズデーチャリティーコンサート 「僕たちにできる事」（2006年-）
- サンリオピューロランド 「SOMEDAY 歌謡祭2009」スペシャルゲスト出演
  - ニコル役時の曲や、somedayで演じてはいない東の国王様バッソ役の曲を歌った。普段は安崎求が映像出演でバッソを演じている。（2009年12月27日、12月30日）